# Lista de distritos da Libéria
Os condados da Libéria são subdivididos em distritos.

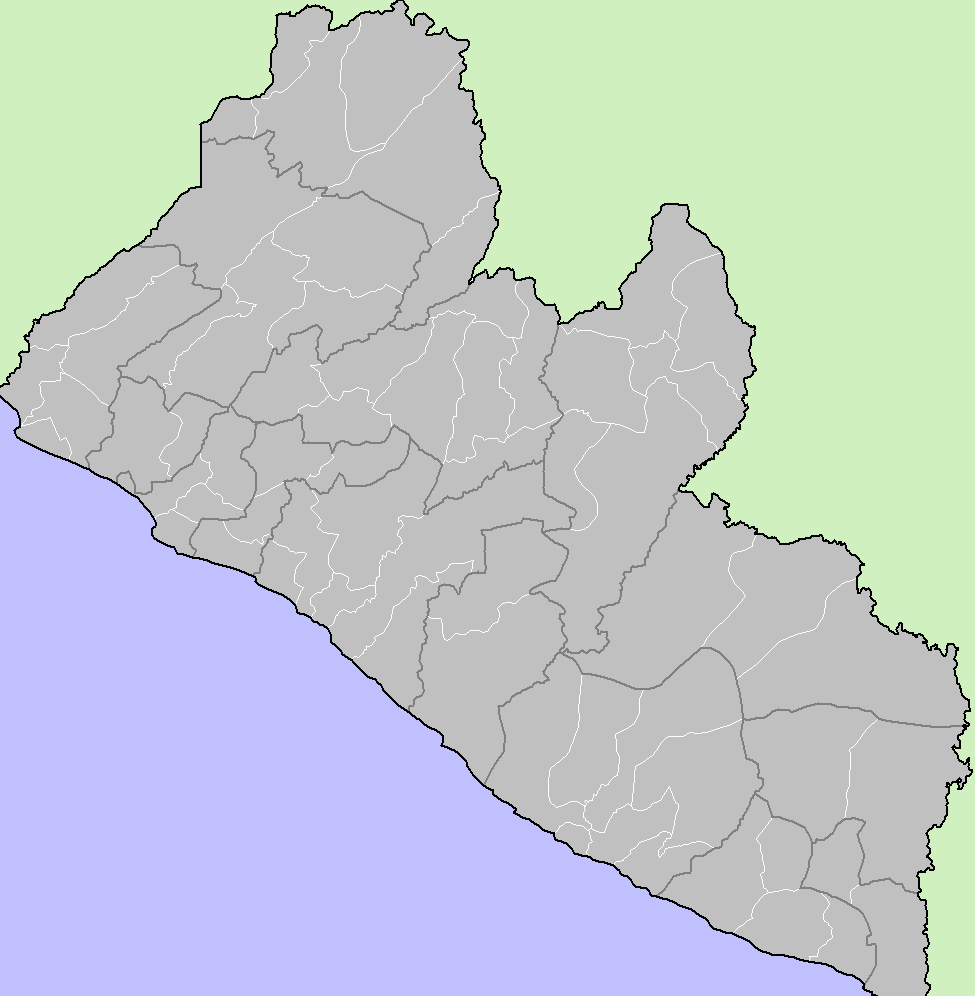
Distritos da Libéria

| - Bomi - Dewoin (distrito) - Klay (distrito) - Mecca (distrito) - Senjeh (distrito) - Bong - Fuamah (distrito) - Jorquelleh (distrito) - Kokoyah (distrito) - Panta-Kpa (distrito) - Salala (distrito) - Sanayea (distrito) - Suakoko (distrito) - Zota (distrito) - Gbarpolu - Belleh (distrito) - Bopolu (distrito) - Bokomu (distrito) - Kongba (distrito) - Gbarma (distrito) - Grand Bassa - Distrito #1 - Distrito #2 - Distrito #3 - Distrito #4 - Owensgrove (distrito) - St. John River (distrito) - Grand Cape Mount - Commonwealth (distrito) - Garwula (distrito) - Gola Konneh (distrito) - Porkpa (distrito) - Tewor (distrito) - Grand Gedeh - B'hai - Cavala - GBAO - Gboe-Ploe - Glio-Twarbo - Konobo - Putu - Tchien | - Grand Kru - Buah (distrito) - Lower Kru Coast (distrito) - Sasstown (distrito) - Upper Kru Coast (distrito) - Lofa - Foya (distrito) - Kolahun (distrito) - Salayea (distrito) - Vahun (distrito) - Voinjama (distrito) - Zorzor (distrito) - Margibi - Firestone (distrito) - Gibi (distrito) - Kakata (distrito) - Mambah-Kaba (distrito) - Maryland - Barrobo (distrito) - Pleebo/Sodeken (distrito) - Montserrado - Careysburg (distrito) - Greater Monrovia (distrito) - St. Paul River (distrito) - Todee (distrito) - Nimba - Gbehlageh (distrito) - Saclepea (distrito) - Sanniquelleh-Mahn (distrito) - Tappita (distrito) - Yarwein-Mehnsohnneh (distrito) - Zoegeh (distrito) - River Cess - Morweh (distrito) - Timbo (distrito) - River Gee - Gbeapo (distrito) - Webbo (distrito) - Sinoe - Butaw (distrito) - Dugbe River (distrito) - Greenville (distrito) - Jaedae Jaedepo (distrito) - Juarzon (distrito) - Kpayan (distrito) - Pyneston (distrito) |